# Гргель
Гргель (словен. Grgelj) — поселення в общині Костел, регіон Південно-Східна Словенія, Словенія. Висота над рівнем моря: 243,3 м.